# Vilko Ukmar
Vilko Ukmar, slovenski skladatelj, * 10. februar 1905, Postojna, † 24. oktober 1991, Ljubljana.

## Življenje
Glasbo je študiral na ljubljanskem konservatoriju, izpopolnjeval pa se je na Akademiji za glasbo v Zagrebu in na dunajskem konservatoriju. Med letoma 1932 in 1939 je deloval kot glasbeni kritik in publicist, med 1939 in 1945 kot direktor ljubljanske Opere. Od leta 1948 do 1974 je poučeval na Akademiji za glasbo v Ljubljani, od leta 1962 do 1979 pa še na muzikološkem oddelku Filozofske fakultete v Ljubljani. Leta 1967 je prejel Nagrado Prešernovega sklada za baletno kompozicijo Godec, leta 1985 pa Prešernovo nagrado za življenjsko delo.
Ukmarjeva glasba je poiskala korenine v glasbeni romantiki, kasneje pa prehaja tudi k ekspresionističnim in dodekafonskim glasbenim sredstvom.
Njegov sin je dirigent, glasbeni organizator in pedagog Kristijan Ukmar.

## Opus

### Scenska glasba
- Kitajski slavček, plesna pantomima, 1953
- Lepa Vida, balet, 1955
- Godec, balet, 1963

### Skladbe z orkestrom
- Slovenska uvertura, 1932
- Simfonija št. 1, 1957
- Simfonija št. 2, 1962
- Simfonija št. 3, 1969
- Transformacije, za harfo, godala in tolkala, 1973
- Materi, 1976
- Koncert za violončelo in orkester, 1977
- Violinski končertino, 1979

- Integrali, kantata, za tenor, zbor in orkester, 1972
- Alarm, kantata, za bariton, zbor in orkester, 1977
- Starka za vasjo, kantata, za bariton, otroški zbor in orkester, 1981

### Komorna glasba
- Godalni kvartet št. 1, 1933
- Godalni kvartet št. 2, 1954
- Ekspresije, za klavir, 1956
- Godalni kvartet št. 3, 1959
- Novele, za violončelo in klavir, 1960
- Memoari, za harfo solo, 1964
- Sedem partenijev, za klavir, 1965
- Sonata (Imaginacije), za violino in klavir, 1967
- Canzon da sonar, za violončelo in klavir, 1979
- Astralna erotika, za glas in klavir, 1968